# Oribatella brevipila
Oribatella brevipila är en kvalsterart som beskrevs av Bernini 1977. Oribatella brevipila ingår i släktet Oribatella och familjen Oribatellidae. Inga underarter finns listade i Catalogue of Life.